# Acigné
Acigné (bret. Egineg, gallo Aczeinyae) – miejscowość i gmina we Francji, w regionie Bretania, w departamencie Ille-et-Vilaine.
Według danych na rok 1990 gminę zamieszkiwało 4361 osób, a gęstość zaludnienia wynosiła 148 osób/km² (wśród 1269 gmin Bretanii Acigné plasuje się na 105. miejscu pod względem liczby ludności, natomiast pod względem powierzchni na miejscu 287.).